# Anna Karejeva
Anna Vasiljevna Karejeva (ryska: Анна Васильевна Кареева), född 10 maj 1977 i Majkop, är en rysk tidigare handbollsspelare (vänsternia).

## Klubbkarriär
Karejeva spelade ursprungligen för AGU-Adyif i sin hemstad. Säsongen 1998 värvades hon av GK Krasnodar. Vänsternian återvände efter ett år till moderklubben AGU-Adyif . Efter att ha spelat för AGU-Adyif i början av säsongen 2001-2002 flyttade Karejeva till GK Lada i november 2001. I Lada vann hon ryska mästerskapet 2002, 2003 och 2004 och Cupvinnarcupen 2002.
Karejeva bytte sedan klubb till den danska toppklubben GOG Håndbold sommaren 2004. Hon vann danska cupen med GOG 2005. I cupfinalen var Karejeva lagets bäste målgörare med sex mål.  Hon stannade två år i Danmark men 2006-2008 spelade hon sina sista år för ryska klubben Zvezda Zvenigorod. Med Zvezda vann hon ryska mästerskapet 2007, EHF-cupen 2007 och även Champions League 2008.

## Landslagskarriär
Karejeva spelade för ryska juniorlandslaget som tog brons i 1996 års U19-EM och vann sedan silvermedalj vid U20-VM 1997. Från 1998 blev hon spelare i det ryska A-landslaget. Bronsmedaljen vid EM 2000 var hennes första medalj. Ett år senare vann hon guld vid VM 2001 och fyra år senare andra VM-guldet 2005. Vid EM 2006 i Sverige tog Ryssland silver. Karejeva tog hem sitt tredje VM-guld 2007 och avslutade karriären med OS-silver i damernas turnering i samband med de olympiska handbollstävlingarna 2008 i Peking. I OS-turneringen 2008 drabbades Karejeva av en allvarlig knäskada i den inledande omgången mot Brasilien, vilket var slutet för hennes medverkan i OS. Detta blev också den sista matchen i hennes karriär.